# Mariame Dia
Mariame Dia (Dakar, 19 dicembre 1978) è un'ex cestista senegalese con cittadinanza francese.

## Carriera
Con il Senegal ha disputato i Campionati mondiali del 2006.